# Ваккеї

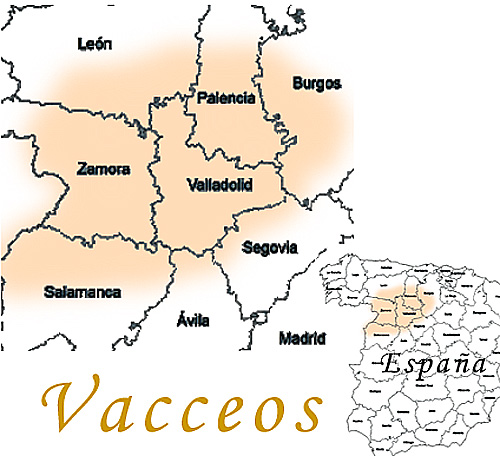
Ваккеї на карті Іспанії

Вакке́ї (грец. Οὐακκαῖοι, Ouakkaíoi; лат. vaccaei, vaccei; ісп. vaccayos, vacceos) — у ІІІ ст. до н.е. — I ст. до н.е  один із кельтських доримських народів Піренейського півострова. Згадуються в античних авторів, зокрема в «Географії» Страбона. Мешкали на лівобережжі Дурія в північно-західній Іспанії (сучасні провінції Леон, Самора, Валядолід, Бургос, Саламанка). Найбільше місто — Інтеркатія (сучасне Вільянуева-дель-Кампо). 220 року до н.е. переможені Ганнібалом. Не згадуються після римського завоювання Іспанії. Також — вакце́ї.